# Atlas VPN
Atlas VPN — freemium VPN-сервис с поддержкой Microsoft Windows, macOS, Linux, Android, iOS, Android TV и Amazon Fire TV.
Онлайн-версия VPN включает блокировщик вредоносного ПО, трекеров и рекламы. В Atlas VPN также есть функция мониторинга несанкционированного доступа к данным, уведомляющая пользователя в случае утечки.

## История
Atlas VPN разрабатывается компанией Peakstar Technologies Inc. с 2019 года.
В марте 2020 года Atlas VPN бесплатно предоставил всем желающим трехмесячную Premium-подписку на свои сервисы, чтобы поддержать борьбу с дезинформацией о коронавирусе. Согласно исследованию, проведенному самой компанией, интернет-цензура в отдельных странах стала для их жителей существенной преградой в получении объективной информации о масштабе и природе пандемии.
15 октября 2021 года Nord Security объявили о сделке с Atlas VPN по включению их сервисов и брендов в список своих продуктов для кибербезопасности. Однако, несмотря на это, Atlas VPN остается независимым сервисом на рынке freemium VPN-сервисов. В качестве жеста поддержки, в феврале 2022 Atlas VPN предоставил годовые Premium-подписки сотрудникам украинских СМИ.
В феврале 2023 Atlas VPN занял третье место в обзоре VPN53, проводимом командой TechRound, которые составляют рейтинги самых инновационных VPN-компаний Европы. К августу 2023 года Atlas VPN имел более тысячи серверов в 49 локациях по всему миру.

## Рецензии
Forbes оценили Atlas VPN на 4.4 по 5-бальной шкале. В свою очередь, The Independent, Chip.de и Tom's Hardware отмечали его высокую скорость. А например TechRepublic одобрительно отзывались о ценовой доступности этого VPN-сервиса.
В своих подробных обзорах, немецкий журнал Computer Bild и американский журнал Money отмечали в качестве достоинств скорость и безопасность, но назвали недостатками малое количество серверов в США.  Журнал PCMag одобрительно писали о freemium составляющей, однако критиковали странный интерфейс.

## Технологии
Atlas VPN предоставляет на выбор два разных туннельных протокола: IPSec/IKEv2 и WireGuard. Для шифрования данных используются ChaCha20 или AES-256.
В 2020 Atlas VPN запустил Индекс внедрения VPN (VPN Adoption Index), исследование для анализа скачиваний и использования VPN-сервисов по всему миру.
Согласно ZDNet, в феврале 2023 Atlas VPN начал переводить свои сервисы на 10-гбитные сервера, позволяющие подключить больше пользователей прежде чем пропускная способность достигнет потолка.